# Cristina Acidini

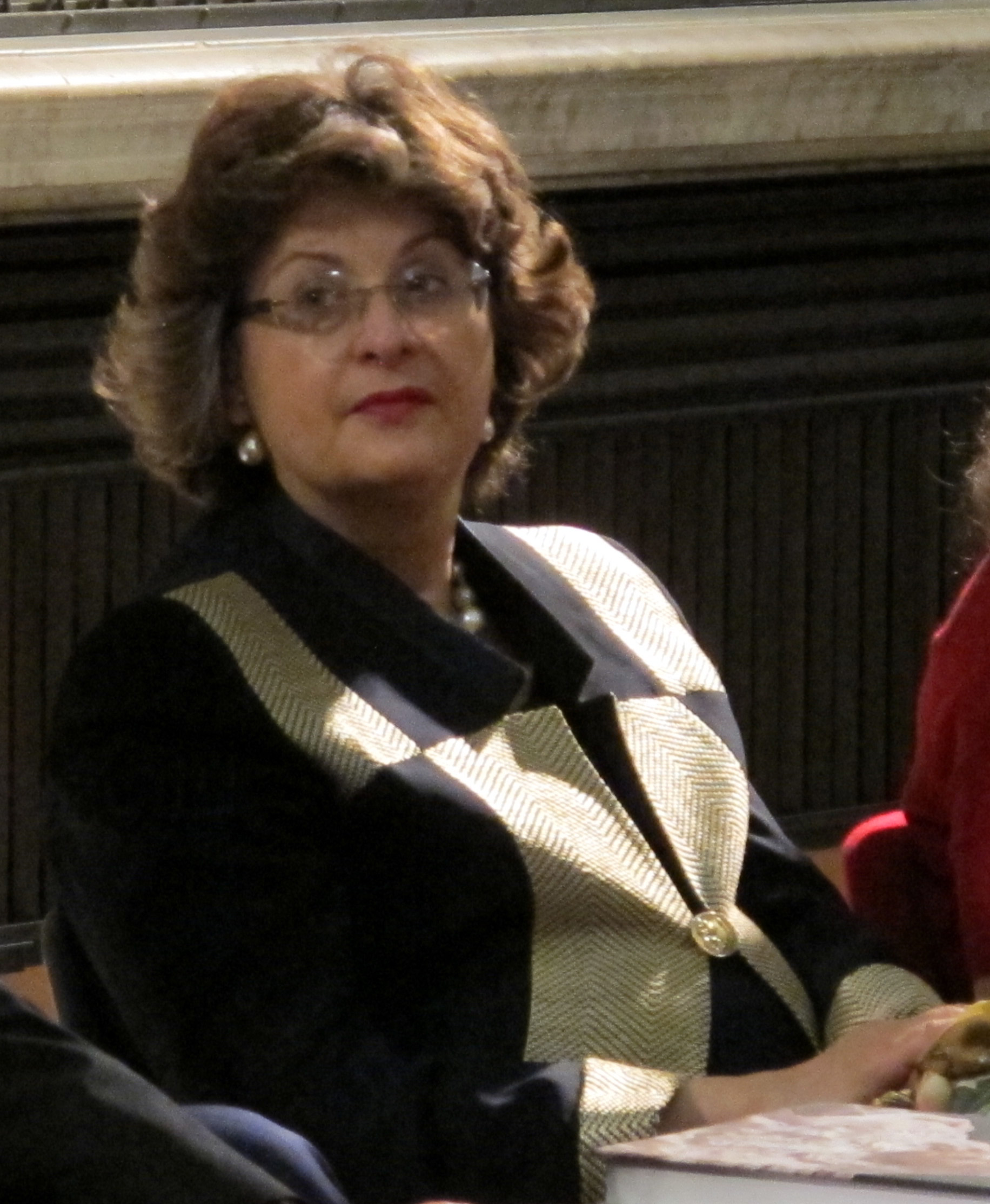
Cristina Acidini

Cristina Acidini (* 15. Mai 1951 in Florenz) ist eine italienische Kunsthistorikerin.

## Biografie
Sie schloss 1977 ihr Studium in Kunstgeschichte an der Universität Florenz ab,  erhielt ein Stipendium der Fondazione Roberto Longhi für das Studium der Kunstgeschichte und war 1991 Gastprofessorin an der State University of New York at Plattsburgh.
1982 trat sie in das Ministerium für Kulturgüter und Tourismus ein und war von 1991 bis 1999 stellvertretende Leiterin der Abteilung für das künstlerische und historische Erbe von Florenz. Seit 2000 war sie Superintendentin des Opificio delle Pietre Dure in Florenz. Als Antonio Paolucci zum Leiter der Vatikanischen Museen berufen wurde, wurde sie zur Superintendentin der Polo Museale Fiorentino ernannt, einer Sonderaufsicht, die 2014 neu organisiert wurde. Im Dezember 2010 übernahm sie interimistisch die Position des Superintendenten des Opificio delle Pietre Dure, den sie bis zum 20. Februar 2012 innehatte, als die Aufgabe Marco Ciatti, dem ehemaligen Direktor des Restaurierungslabors des gleichen Instituts, übertragen wurde.
Sie war für bedeutende Restaurierungsarbeiten verantwortlich und hat zahlreiche Ausstellungen in Italien und im Ausland geleitet. Sie hat viele Essays zur Kunstgeschichte geschrieben und zwei Romane veröffentlicht. Diese sehr engen Beziehungen zu den großen Kunstverlagen haben sich auch in der häufigen Teilnahme an Konferenzen niedergeschlagen.
Sie war als Antragstellerin für den Erwerb  des so genannten Gallino-Kruzifix durch den Staat beteiligt, woraufhin sie vom Rechnungshof wegen leichtfertigen Erwerbs in Frage gestellt wurde. Im September 2013 wurde sie freigesprochen und dann erneut nach Berufung der Staatsanwaltschaft Latium vor Gericht gestellt (19. Dezember 2013).
Am 22. September 2014 trat sie nach der von Minister Dario Franceschini gewünschten Reform aus dem Amt des Superintendenten von Florenz aus; einige Tage später wurde gegen sie auch wegen Amtsmissbrauchs und wegen der Vermittlung von Dienstleistungen an einige Unternehmen eine Untersuchung eingeleitet (und dann freigesprochen).

## Verdienste
Sie ist Präsidentin der Accademia delle Arti del Disegno in Florenz, Eisenhower Fellow in Philadelphia, Mitglied des Studio Art Centers International Florence- Kuratoriums, Dame des Ritterordens des Heiligen Grabes von Jerusalem, Kommandeur des Verdienstordens der Italienischen Republik, Ritter des Ordens der Künste und Buchstaben der Französischen Republik, Mitglied des wissenschaftlichen Rates des Museums für Naturkunde von Florenz. Sie wurde mit dem Preis "Beata Beatrix" in Pescara, der Accademia delle Muse in Florenz, dem Preis L'Italia che ci onora, dem "AIDDA-Preis (Ass. Imprenditrici e Donne Dirigenti d'Azienda), dem Preis des Nationalmuseums Women in the Arts in Washington D.C., dem Salomone d'Oro, anlässlich des 80. Jahrestages der Universität Florenz und dem Il Bel San Giovanni Preis ausgezeichnet. Am 25. März 2016 erhielt sie den Preis der Arti dei Fiorentini nel Mondo, Ausgabe 2015, in der Kategorie Literarische Kunst.

## Veröffentlichungen (Auswahl)
- Benozzo Gozzoli: la Cappella dei Magi, Mailand, Electa, 1993;
- Il Battistero e il Duomo di Firenze, Mailand, Electa, 1994;
- La cattedrale di Santa Maria del Fiore a Firenze, II, Florenz, Giunti, 1995;
- La cupola di Santa Maria del Fiore: il cantiere di restauro, Rom, Istituto Poligrafico, 1995;
- La villa e il giardino della Petraia a Firenze, Florenz, Edifir, 1995;
- Giardini Medicei. Giardini di palazzo e di villa nella Firenze del Quattrocento, Mailand, Motta, 1996;
- La tradizione fiorentina dei Cenacoli, Florenz, Scala, 1997;
- Taddeo e Federico Zuccari: fratelli pittori del Cinquecento, 2 voll., Mailand-Rom, Jandi Sapi, 1998 u. 1999;
- Il Museo d'arte americano dietro le quinte di un mito, Mailand, Electa, 1999;
- Pintoricchio, Florenz, Scala, 1999.